# Xenomys nelsoni
Xenomys nelsoni е вид бозайник от семейство Хомякови (Cricetidae), единствен представител на род Xenomys. Видът е застрашен от изчезване.

## Разпространение
Разпространен е в Мексико.